# 霍华德·肖
霍華·萊斯利·蕭（英語：Howard Leslie Shore，1946年10月18日—），生於多伦多，加拿大作曲家、指挥家、音乐制作人，以谱写电影配乐而著名。他3次获得学院奖、2次金球奖、4次格莱美奖。作品有电影《魔戒》（The Lord of the Rings）等配乐。他是作曲家Ryan Shore的叔叔。

## 早年
霍華·蕭生于加拿大安大略省多伦多。从多伦多森林山書院取得中学文凭毕业之后，进入青年时代他进入美国波士顿柏克理音樂學院学习。1969年到1972年他加入了“Lighthouse乐队”，期间他给加拿大导演Lorne Michaels制作的电视节目当音乐伴奏当指挥。1974年他给加拿大魔术师Doug Henning的魔术音乐剧写配乐。从1975年到1980年，他给Lorne Michaels制作的深夜播放的电视喜剧节目《週末夜現場》写配乐。该剧也在美国播放，很受欢迎。从此霍華·休爾步入影视作曲家行列。

## 獲獎
他因《魔戒首部曲：魔戒現身》（2001）獲得第一個葛萊美最佳配樂獎與奧斯卡原創配樂獎、
《魔戒二部曲：雙城奇謀》(2002）獲得第二個葛萊美最佳配樂獎、
《魔戒三部曲：王者再臨》（2003），獲得他的第三個和第四個格萊美最佳原聲音樂與最佳作品歌曲獎，第二個和第三個奧斯卡音樂跟歌曲獎，第一個和第二個金球最佳原創配樂獎、最佳原創歌曲獎。
The Aviator獲得金球最佳原創配樂獎
總共獲得
三項奧斯卡金像獎外，肖爾還獲得了三項金球獎和四項格萊美獎。

## 作品
他写配乐的电影还有《沉默的羔羊》、《费城故事》、《窈窕奶爸》、《艾德·伍德》、《火線追緝令》、《顫慄空間》、《暴力效應》、《雨果的冒險》（Hugo）。